# إس. إس. وارنر
إس. إس. وارنر (بالإنجليزية: S. S. Warner)‏ هو سياسي أمريكي، ولد في 17 أبريل 1829 في الولايات المتحدة، وتوفي في 6 يوليو 1908 بويلينغتون في الولايات المتحدة. حزبياً، نشط في الحزب الجمهوري. وقد انتخب أمين صندوق الدولة ‏ وانتخب عضو مجلس نواب أوهايو.